# Munkhättegatan

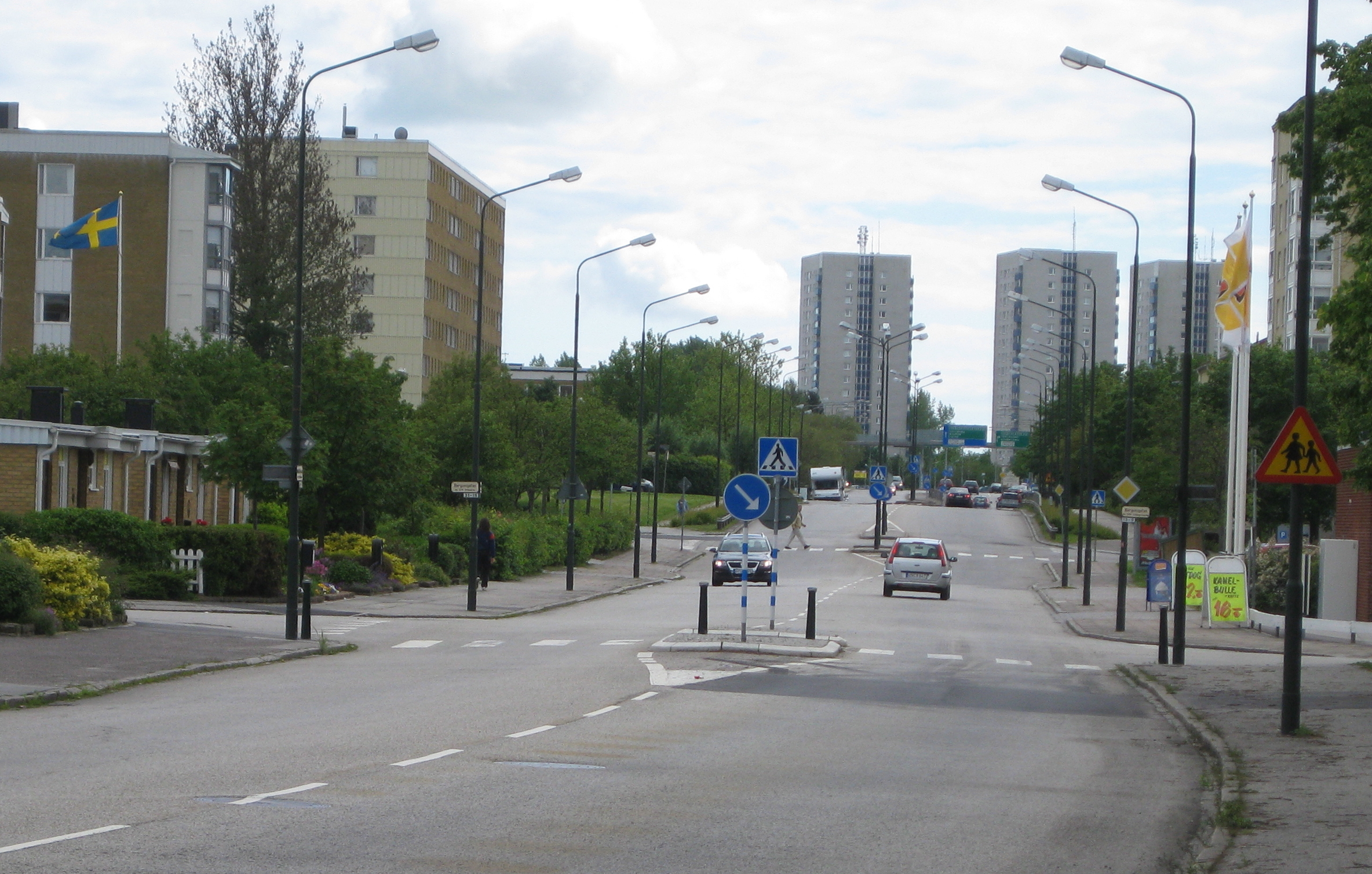
Munkhättegatan söderut från Söderkulla. I bakgrunden Almviks punkthus (Högaholm).

Munkhättegatan är en gata i stadsdelen Fosie i södra Malmö. Gatan sträcker sig från Ystadvägen i norr och går söderut, där två skolor, Lindängeskolan och Högaholmsskolan, ligger på var sin sida av gatan i Lindängen. Munkhättegatan går över Inre Ringvägen via en bro i höjd med Almvik.